# Weltrekorder
Weltrekorder ist eine Kölner Deutsch-Indie-Rockband.

## Geschichte
Weltrekorder wurde 2007 von Ingo Ruttke (Gesang, Gitarre, Keyboards,  Kompositionen, Texte, Produktion) gegründet. Nach 2 Umbesetzungen spielte die Band in den folgenden Jahren mit folgender Besetzung:
Theo Weber (Schlagzeug), Thomas Hesse (Gitarre), Michael Schäfers (Bass).
Die Band wurde Ende 2009 in das Förderprogramm der Initiative Musik aufgenommen.
Am 21./22. August 2010 stellten die vier Musiker den Weltrekord ein, die meisten Konzerte innerhalb von zwölf Stunden zu spielen. Nach der Anerkennung des Rekords wurde Weltrekorder in das Guinness-Buch der Rekorde eingetragen. Ende Juli 2010 erschien ihr Debütalbum Weltrekorder sowie die Single Sex mit Hanne. Weltrekorder stehen beim Independent-Label handmade unter Vertrag und die Tonträger werden von Zebralution/8 O’Clock Records vertrieben.